# Armen Hakhnazarian
Armen Hakhnazarian (5 mai 1941, Téhéran - 19 février 2009, Aix-la-Chapelle), docteur en architecture, fondateur du Fonds de recherche sur l’architecture arménienne

## Biographie

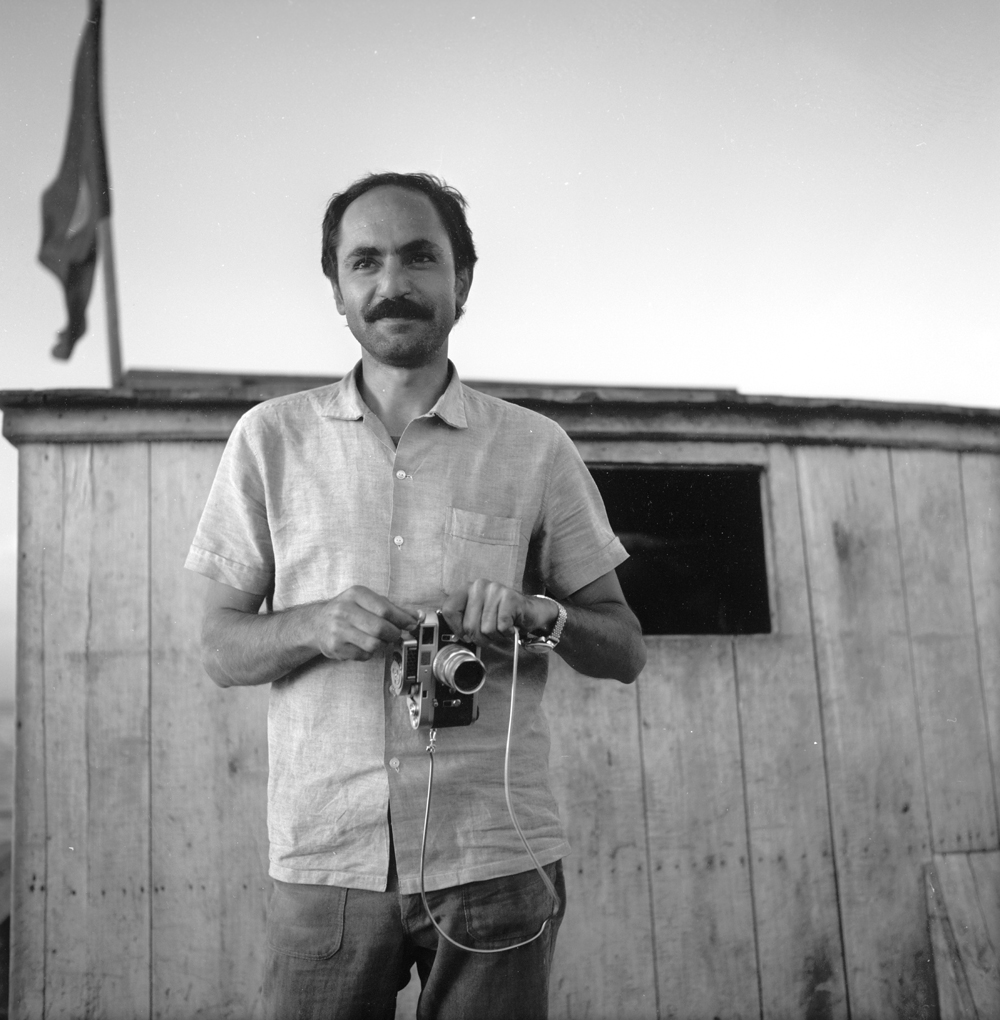
Armen Hakhnazarian

A. Hakhnazarian a été le fils de Hovhannes Hakhnazarian, linguiste d’Agoulis, docteur.
Il a terminé l’école Kouchech-Davtyan de Téhéran (Iran) en 1959, le département d’architecture de la faculté d’architecture et d’ingénierie civile de l’Université technique de Rhénanie-Westphalie à Aix-la-Chapelle en 1969, et le département d’urbanisme de la même université, en qualité de docteur en architecture, en 1973.
Il a commencé son activité de recherches en 1968, mesurant le monastère St-Thaddée du district d’Artaz.
Pendant les années 1970, il a fait six voyages scientifiques de deux mois en Arménie Occidentale.
Plus tard, n’ayant pas la possibilité de participer personnellement aux expéditions, il a organisé jusqu’à la fin de sa vie des voyages scientifiques en Arménie Occidentale, en Arménie Mineure et en Cilicie.
En 1972, il a fondé à Aix-la-Chapelle l’organisation non gouvernementale “Recherche sur l’architecture arménienne” (Fonds de recherche sur l’architecture arménienne depuis 2010), qui est enregistrée aux États-Unis en 1996 et en Arménie en 1998.
En 1973 il a épousé Margrit Bunemann (ils ont deux filles nommées Taline et Shahrize).
En 1974, il a fondé et dirigé à Téhéran la société d’architecture “Monit”.
Depuis 1983, il a longtemps enseigné à la faculté d’urbanisme à l’université d’Aix-la-Chapelle.
Il est mort à Aix-la-Chapelle; ses cendres reposent à Aix-la-Chapelle et au cimetière du village d’Artachavan (Arménie)

## Restaurations
- Église St-Serges de Vanak
- Église St-Georges de Téhéran
- Monastère St-Étienne de Darachamb
- Monastère St-Thaddée d’Artaz
- Monastère de Dzordzor

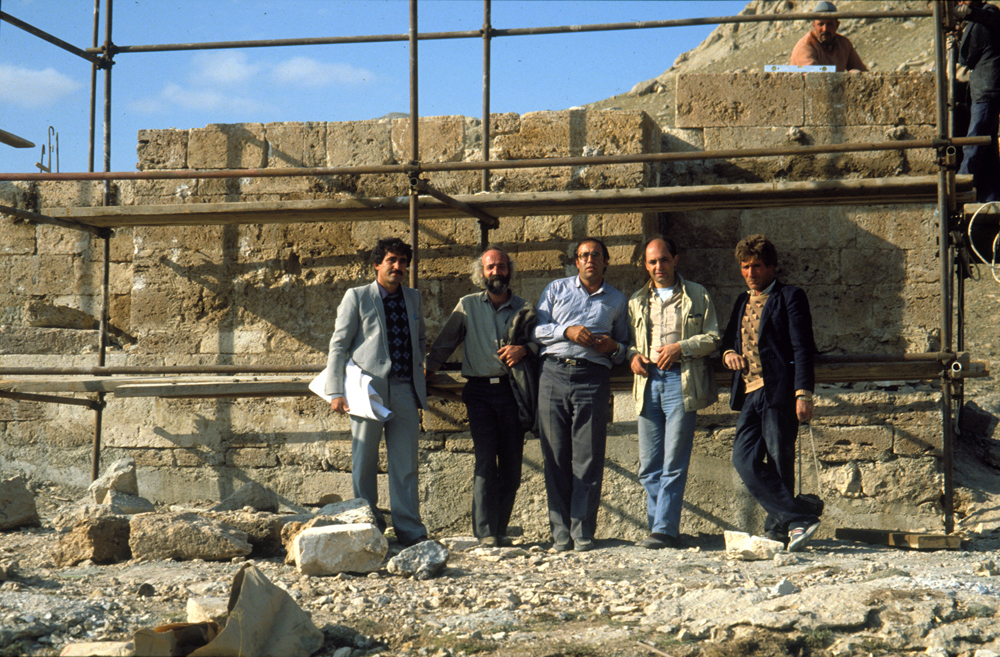
Armen Hakhnazarian

- Église Ste Mère de Dieu de Karintak
- Divers édifices du complexe monastique de Dadivank
- Église du village de Tathev
- Église du village de David-Bek
- Monastère Saghmosavank
- Église mononef du monastère St-Serges du village d’Ouchi
- Église St-Étienne du village de Garatouran de Kessab
- Quelques maisons d’habitation historiques au bourg de Kessab

## Publications
- 1983-1989, microfilms “Armenian Architecture” en sept séries
- Ակնարկ Հայկական ճարտարապետութեան (Aperçu d’Architecture Arménienne), 1988
- Documents of Armenian Architecture: Nor Djulfa. Venezia, 1992.
- The Monasteries of St. Thaddeus the Apostle and St. Stephen the Proto-Deacon
- Julfa: The Annihilation of the Armenian Cemetery by Nakhijevan’s Azerbaijani Authorities
- Trois monastères d’Artaz

## Décorations
- 10 juin 2008, récompense honorifique de l’Assemblée nationale de la République d'Arménie
- 29 janvier 2009, récompense honorifique Hakob Méghapart de la Bibliothèque nationale d’Arménie
- 2009, diplôme d’honneur du Ministère d’urbanisme d’Arménie